# محوطه یعقوب‌آباد ۴
محوطه یعقوب آباد ۴ مربوط به دوران‌های تاریخی پس از اسلام است و در شهرستان بوئین‌زهرا، روستای یعقوب آباد واقع شده‌است. این اثر در تاریخ ۱۰ مهر ۱۳۸۰ با شمارهٔ ثبت ۴۱۱۸ به‌عنوان یکی از آثار ملی ایران به ثبت رسیده است.